# Minaret

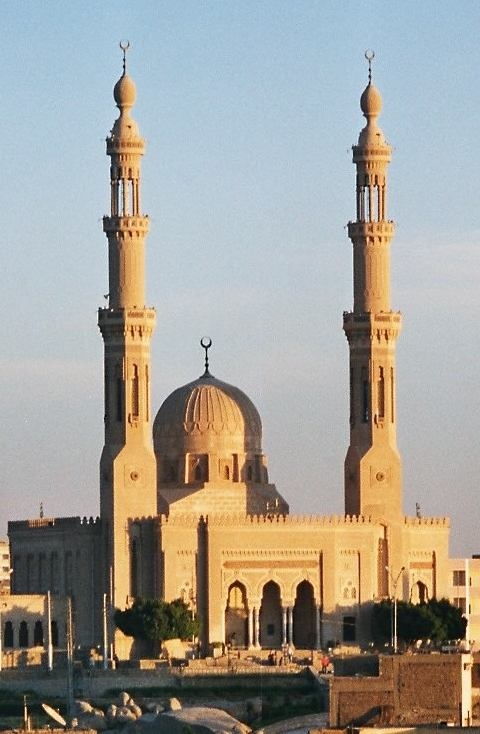
Dvojice minaretů mešity v egyptském Asuánu

Minaret (arabsky mizana, manára, מינרט) je součást mešity. Jde o věžovitou stavbu, nejčastěji štíhlého okurkovitého tvaru, vysokou v průměru okolo 15 metrů, ale u některých mešit i přes 200 m. Nejvyšší minarety má mešita Hasana II. v Casablance (210 m), minarety Velké mešity v Teheránu by měly mít 230 m. K vidění jsou ale i minarety velmi malé, v některých horských vesničkách nepřesahují 5 m. Nejčastěji jsou samozřejmě kamenné, ale ani dřevo, či dokonce sklo s kovovou konstrukcí není výjimkou. Takové jsou četné hlavně v zemích západní Evropy.

## Vznik a vývoj
Minaret má sloužit ke svolávání k modlitbě. Věž vybíhá přímo z mešity samotné nebo stojí samostatně (jako v případě chrámu Hagia Sophia). Nahoře je ochoz, kde dříve stával muezín a svolával věřící k modlitbám, nad ním byla malá stříška, na níž byl posazen půlměsíc jako symbol islámu. Na některých místech muezíni nevolají, ale nahradily je moderní reproduktory a megafony, výzva k modlitbě. Přesto je muezínů mnoho, protože se jedná mezi muslimy o prestižní činnost.

## Počty minaretů
- jeden – mívá většina malých mešit
- dva – mají větší mešity ve městech
- čtyři – má Hagia Sofia, Sulejmanova mešita v Istanbulu a další velmi významné mešity
- šest – má Modrá mešita v Istanbulu, což bylo ve své době porušení zvyklostí; šest minaretů má i nová mešita Çamlıca na asijském břehu Istanbulu
- sedm – má Velká mešita v Toubě v Senegalu
- devět – má mešita v Mekce, která je poutním místem muslimů
- deset – má Prorokova mešita v Medíně

## Minarety v Česku
Minaret je také prvek zahradní architektury používaný v sadovnické tvorbě. Jediný minaret v Česku se nachází v Lednicko-valtickém areálu. Byl zde vybudován jako dekorace v době romantismu společně s umělými hradními zříceninami a dalšími stavbami roku 1804 a dnes slouží jako turistická atrakce a rozhledna.
Před několika lety existovaly plány na výstavby několika mešit s minarety i v Česku (Teplice, Orlová), avšak byly zamítnuty nebo zkrachovaly samy. Brněnská mešita a Pražská mešita minarety nemají.